# Erigone zographica
Erigone zographica là một loài nhện trong họ Linyphiidae.
Loài này thuộc chi Erigone. Erigone zographica được Crosby & Bishop miêu tả năm 1928.